# Gawriil Haralampowitsch Oroschakoff
Gawriil Haralampowitsch Oroschakoff (russisch Гаврийл Харлампович Орёшаков, Gawriil Charlamowitsch Orjoschakow,  bulgarisch Гаврил Ламбов Орошаков, Gawril Lambow Oroschakow, * 21. Maijul. / 2. Juni 1849greg. im Gouvernement Cherson im Russischen Reich; † Anfang Dezember 1907 in Sofia) war ein russisch-bulgarischer Staatsmann, Rechtsgelehrter und Publizist.

## Leben

### Herkunft und Familie
Gawriil Oroschakoff wurde auf dem Gut Oroschanka (Kreis Jelisawetgrad im Gouvernement Cherson) geboren. Sein Vater war der Diplomat und Gutsbesitzer Haralampi Gawrilowitsch Oreschak, seine Mutter Maria Borisowna Oreschak, geb. Baronin Fitingow. Die Familie Haralamov-Oreschak stammt aus Weliki Nowgorod und gehörte dem altrussischen Bojarenadel an (Bojar Oreschko, 1552). Bis heute bestehen drei Linien (Oroschakoff, Orechow, Gawrilow). Sie stellte Diplomaten und Würdenträger der Russisch-Orthodoxen Kirche, z. B. den Archimandriten Haralampi (Gawrenew), Erzabt des Eleazar-Klosters in Pskow zur Zeit des Zaren Iwan III., und Iwan Haralamow Oreschak, Mitglied der ersten russischen Delegation an den Hof des Kurfürsten von Brandenburg im Jahr 1700.
Die Familie der Mutter entstammt der baltischen Ritterschaft. Der Großvater Boris Iwanowitsch Fitingow war Geheimrat und Autor medizinischer Werke in Sankt Petersburg. Die Großmutter Praskowia Fjodorowna Firsowa war die Tochter des Vize-Gouverneurs der Gouvernements Cherson und Bessarabien.
Seit 1875 war Oroschakoff mit Militza A. Petkevich (auch Petkovich geschrieben) verheiratet. Der Familie entstammen eine Reihe russischer Diplomaten; auch Olga Nabokova, die Schwester des Schriftstellers Vladimir Nabokov, war mit einem Petkevich verheiratet. Oroschakoff war verschwägert mit Dmitri Karamichailow, Mitglied der Kaiserlich Russischen Donaukommission und Erster Fürstlicher Gesandter in Konstantinopel. Sein Neffe Haralampi (Charlampi) W. Yermakoff, während der Oktoberrevolution 1917 Offizier der russischen 1. Gardekavalleriedivision unter Afrikan P. Bogajewski, war das Vorbild für die Figur Grigori Melechow, des Helden im Roman Der stille Don von Michail Scholochow.
Aus der Ehe gingen fünf Kinder hervor. Der älteste Sohn, Georgij (geb. 1885), fiel im Russischen Bürgerkrieg auf Seiten der Weißen Armee. Sein Bruder Haralampi (1886–1979) beendete 1917 sein Studium in Wien und Berlin; er ist der Großvater des Malers und Schriftstellers Haralampi G. Oroschakoff. Ihre Schwester Olga (1887–1973) emigrierte nach Buenos Aires. Die jüngste Schwester Stella (geb. 1889) starb 1958 verarmt in Paris. Der jüngste Sohn Athanasius (geb. 1890) starb in Rumänien.

### Studium und Moskauer Jahre
Oroschakoffs Elternhaus war christlich-liberal geprägt, es wurde Wert gelegt auf eine europäische Erziehung. Der erste Unterricht erfolgte durch Hauslehrer. Ab 1856, im aufgewühlten Klima nach der russischen Niederlage im Krimkrieg, besuchte Oroschakoff das Lycée Richelieu in Odessa. 1860 wechselte er an die Kaiserlich-Russische Universität Moskau, die er 1877 mit der Promotion zum Doktor der Rechte abschloss. Zur Abrundung des Studiums reiste er nach London und Paris.
Als Anhänger des Panslawisten Iwan S. Aksakow trat er nach seiner Rückkehr nach Moskau in die Slawische Wohltätigkeitsgesellschaft unter Leitung des Historikers Konstantin Bestuschew-Rjumin ein, wo er sich in der Sektion Balkan für die Befreiung der Christen im Osmanischen Reich einsetzte.

### Jurist und Minister in Bulgarien
Nach dem Berliner Kongress 1878 und der Gründung des Fürstentums Bulgarien folgte Oroschakoff dem 1879 gewählten Fürsten Alexander I. von Battenberg nach Sofia, wo er Staatsanwalt am Kassationsgericht wurde. Zusammen mit Petko Karawelow, dem späteren mehrmaligen Ministerpräsidenten und Mitglied des Regentschaftsrats nach der Abdankung von Alexander I., systematisierte er die Rechtsprechung, verfasste die Schulfibel und legte die Richtlinien der Staatsanwaltschaft in seinem Werk „Über die Advokatur“ vor.
Karawelow holte ihn 1884 in den Vorstand der 1879 gegründeten Liberalen Partei. Dem Kabinett Karawelow II gehörte Oroschakoff als Staatssiegelbewahrer und Justizminister vom 27. Juli 1886 bis zum Vorabend des prorussischen Putsches vom 21. August 1886 an. Unmittelbar nach dem Putsch, während des dramatischen Kampfes um Sofia, war er erneut Justizminister im Kabinett Karawelow III vom 24.–28. August.
Infolge des Putsches kam es zu Gegenputschen und bürgerkriegsartigen Konflikten im Land. Oroschakoff und andere Regierungsmitglieder, die als zarentreu galten, wurden entlassen und in Haft gesetzt. Im November 1886 beendete das Russische Reich die diplomatischen Beziehungen mit Bulgarien. Erst auf Druck aus St. Petersburg und seitens des diplomatischen Corps wurden die Inhaftierten mit deutlichen Spuren von Misshandlungen freigelassen und unter Hausarrest gestellt.
Während der Jahre 1886 bis 1894, die von Unterdrückung, Unruhen, Umsturzversuchen und Attentaten geprägt waren, spielte Oroschakoff unter dem Pseudonym „Mister Gabriel“ eine aktive Rolle. Nach dem Mord an dem ehemaligen bulgarischen Premierminister (1887–1894) und Ex-Regenten Stefan Stambolow 1895 verteidigte er in einem aufsehenerregenden Prozess den mutmaßlichen Mörder, den er vor der Todesstrafe bewahren konnte. Seine anhaltende private und politische Verbundenheit mit Petko Karawelow gipfelte 1896 in der gemeinsamen Gründung der Demokratischen Partei, deren erster Vorsitzender Karawelow war.
Oroschakoff war Professor für Handelsrecht an der Universität Sofia, Präsident der Sofioter Jagdgesellschaft und Herausgeber des Jagdjournals „Lowets“ (Chefredakteur war Dimitar Grekow). Im Januar 1907 legte Oroschakoff seine Professur im Zuge einer Krise an der Universität nieder. Anfang Dezember 1907 wurde er tot in einer Seitenstraße des Hauptbahnhofs in Sofia gefunden. Die genauen Umstände seines Todes sind bis heute ungeklärt.
Der bulgarische Chronist Simeon Radew zählt Oroschakoff zu den „Erbauer des modernen Bulgarien“.

## Auszeichnungen
Russischer Kaiserlicher Orden des Heiligen und Rechtgläubigen Großfürsten Alexander Newski

## Veröffentlichungen
- (als Übersetzer): Jeremy Bentham, За съдебното устройство, 1886
- Върху адвокатурата. Няколко бележки по повод на новия закон за адвокатите, вотиран от II редовна сесия на V-то обикн. нар. събрание (Über den Rechtsanwalt. Einige Bemerkungen zum neuen Rechtsanwaltgesetz, das von der zweiten ordentlichen Sitzung der fünften Nationalversammlung beschlossen wurde), Spfia 1889
  - Faksimile-Ausgabe: Закон за адвокатите от 22 ноември 1888 г., (Das Rechtsanwaltsgesetz vom 22. November 1888), Herg. v. Iwa Burilowka und Walentin Benatow, 2. Aufl. 2013, ISBN 978-954-730-844-2
- (als Übersetzer): Турский закон за земите (Türkisches Landgesetz), Russe 1893
- (als Übersetzer): Théophile Piat, Code de Commerce Ottoman Expliqué (französisch u. arabisch), Beirut 1876: Турский търговски закон (Das türkische Handelsgesetz), 2 Bände, Russe 1894 und 1896